# Gran Torino
Gran Torino er en amerikansk dramafilm fra 2008 produceret og instrueret af Clint Eastwood. Han spiller selv hovedrollen som en indelukket krigsveteran og enkemand ved navn Walt Kowalski som må forholde sig til de nye, fremmede naboer. Filmen finder sted i Detroit, Michigan og Kowalskis opgave bliver at forbedre sin nabo Thao, en ung hmongsk teenager som sammen med sin fætter, et bandemedlem, forsøgte at stjæle Kowalskis mest elskede eje: hans Ford Gran Torino -72.
Filmen havde premiere første gang i USA 12. december 2008 og i Norge 17. april 2009.
Filmmusiken blev komponeret af Eastwoods ældste søn, Kyle Eastwood.

## Roller (udvalg)
- Clint Eastwood – Walt Kowalski
- Christopher Carley – Father Janovich
- Bee Vang – Thao Vang Lor
- Ahney Her – Sue Lor
- Brian Haley – Mitch Kowalski
- Geraldine Hughes – Karen Kowalski
- Dreama Walker – Ashley Kowalski
- Brian Howe – Steve Kowalski
- John Carroll Lynch – Barber Martin
- William Hill – Tim Kennedy